# Toyota Camry
O Camry é um automóvel de segmento D da Toyota. Atualmente é fabricado na versão sedan, porém, já foi produzido também na versão station wagon. Seu preço inicial nos Estados Unidos era, em 2011, US$ 20.000, aproximadamente, nas versões mais básicas. No Brasil, custa a partir de US$ 70.000, aproximadamente.
Em sua versão V-6 seu motor é mais potente que um Porsche Boxster, mantendo-se como o veículo de passeio mais vendido dos Estados Unidos durante muitos anos (com exceção de 2001, que o seu rival Honda Accord tomou a posição), embora considerando-se todas as categorias, a pick-up F-150 seja o veículo mais vendido nos EUA, com mais de 33 milhões de unidades vendidas desde seu lançamento.
O nome Camry veio da palavra kanmuri (冠, かんむり) que em japonês significa coroa. O seu acabamento, design e estilo serve de padrão mundial de qualidade. No mercado norte-americano o Toyota Camry é posicionado entre o Corolla e o Avalon.
No Brasil ele traz diversos itens de série, como por exemplo, o ar-condicionado dual zone, lavador de farol, faróis de xenon, bancos traseiros reclináveis, bancos dianteiros com regulagem elétrica, acabamento de 'madeira', 6 airbags e outros.
Algumas versões foram equipadas com um motor elétrico que trabalha em conjunto com o motor de combustão (automóvel híbrido) e com transmissão continuamente variável (Câmbio CVT).

## Galeria

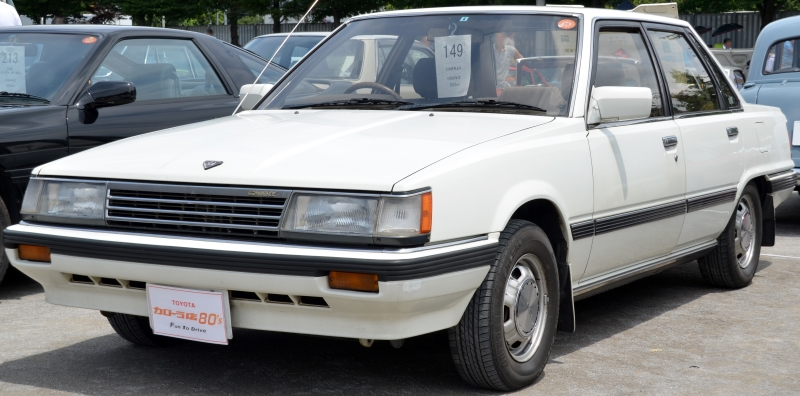
Primeira geração (1982-86)
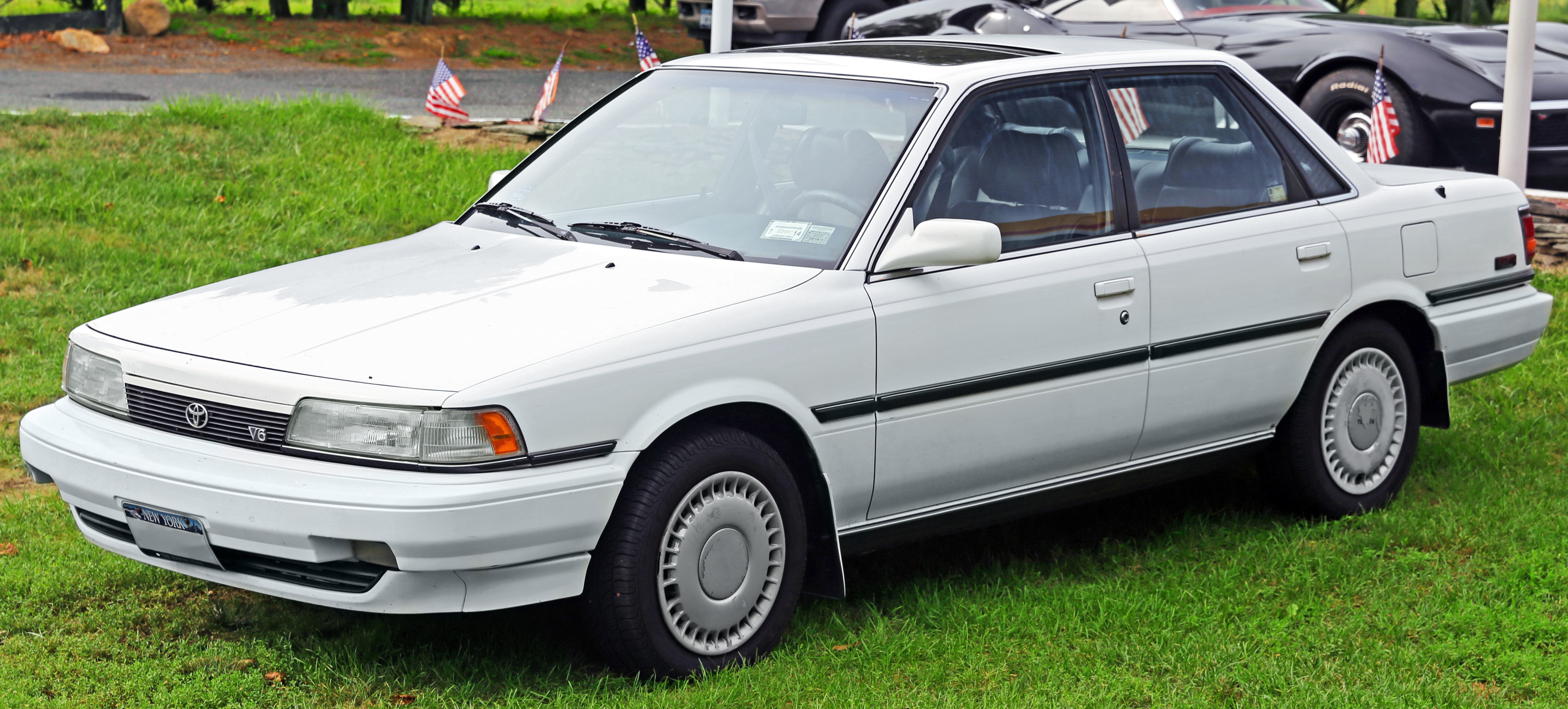
Segunda geração (1986-90)
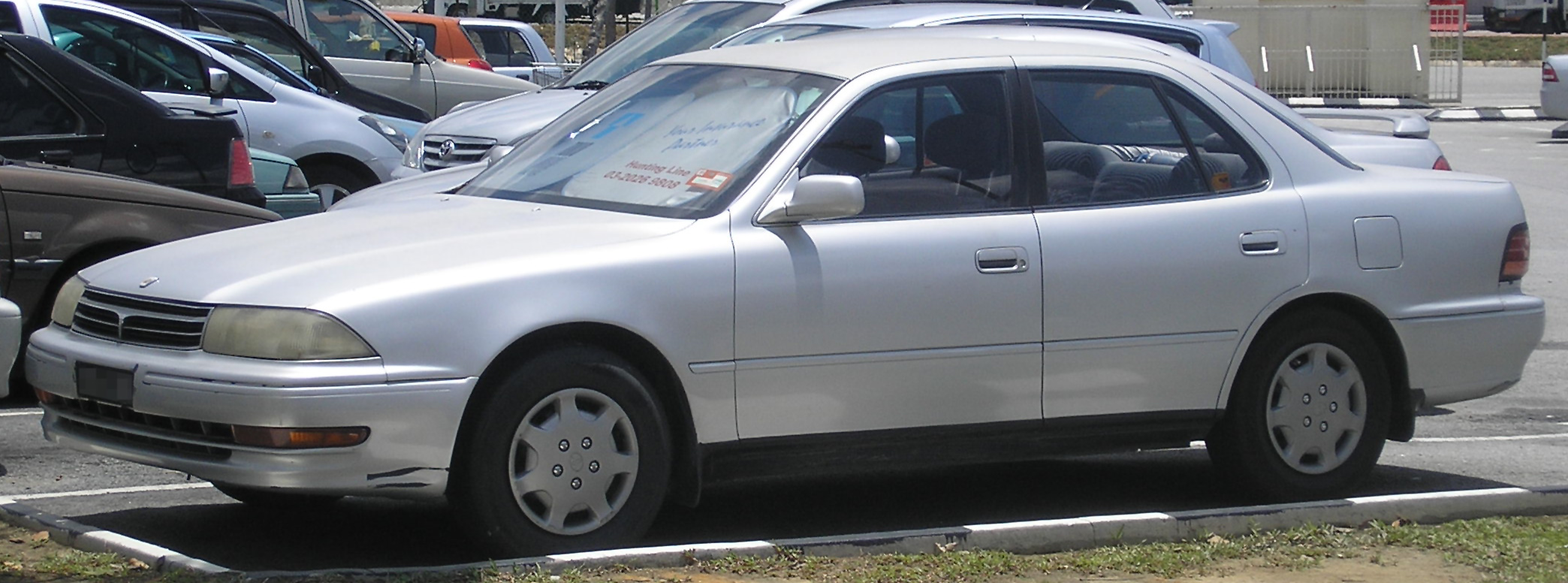
Terceira geração (1990-94)
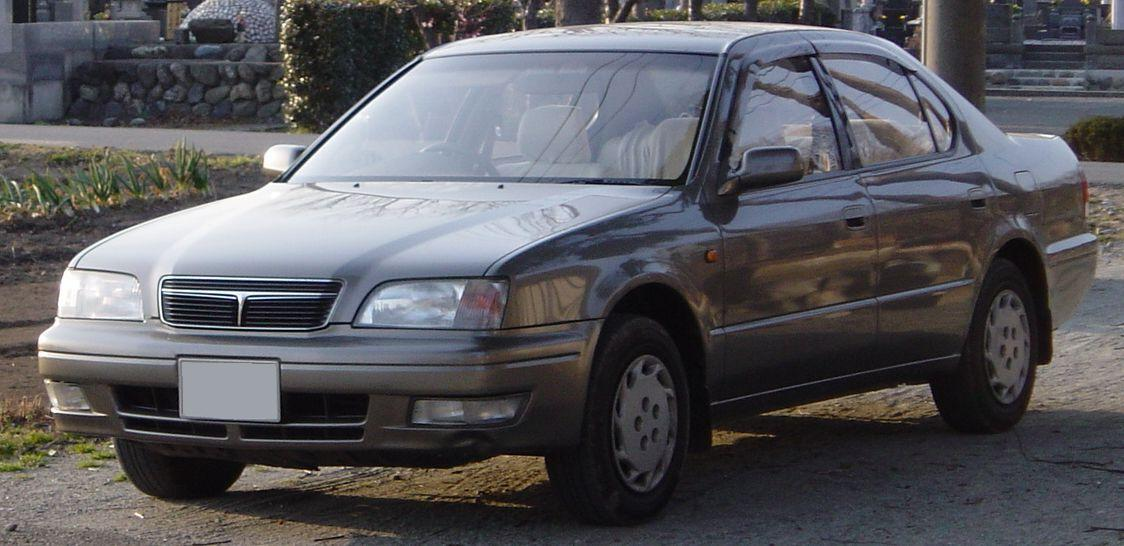
Quarta geração (1994-98)
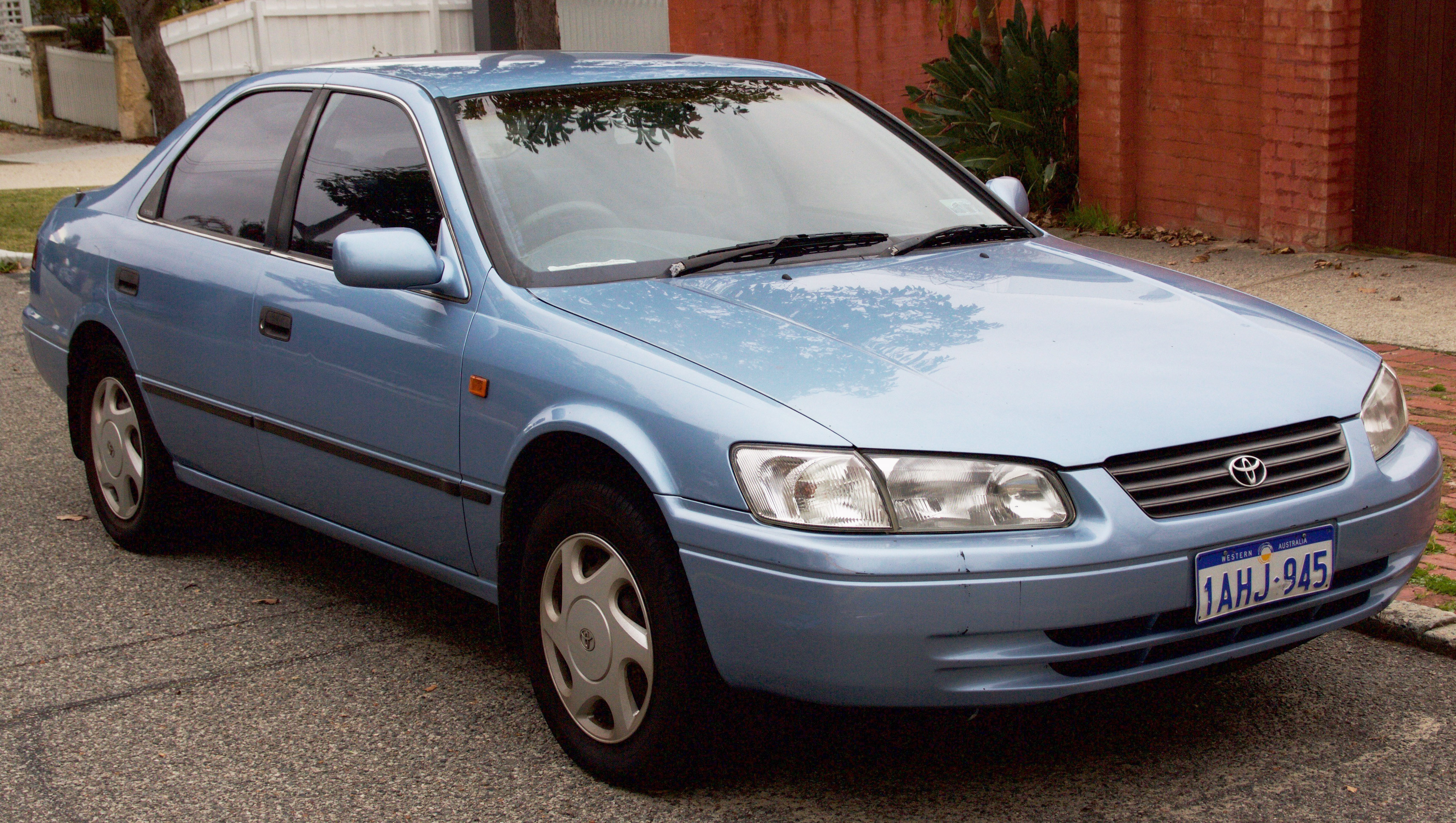
Quinta geração (1997-02)
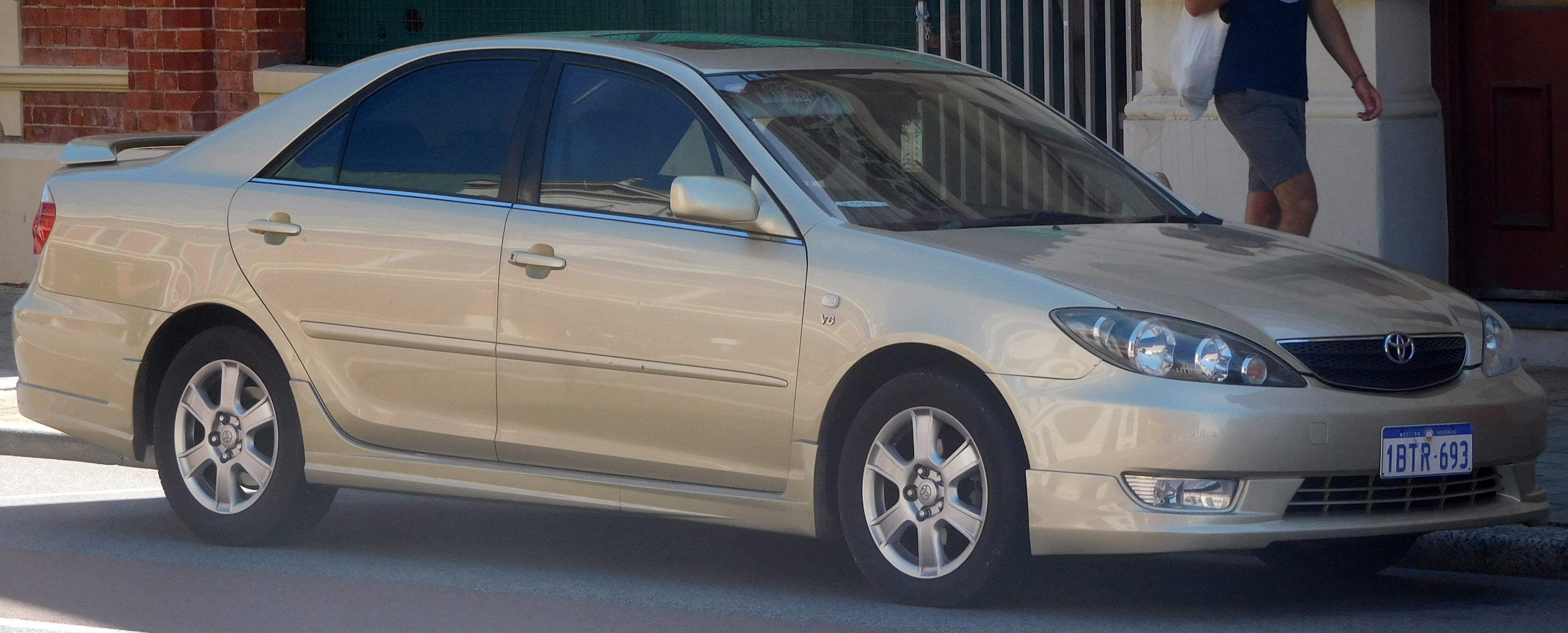
Sexta geração (2002-06)
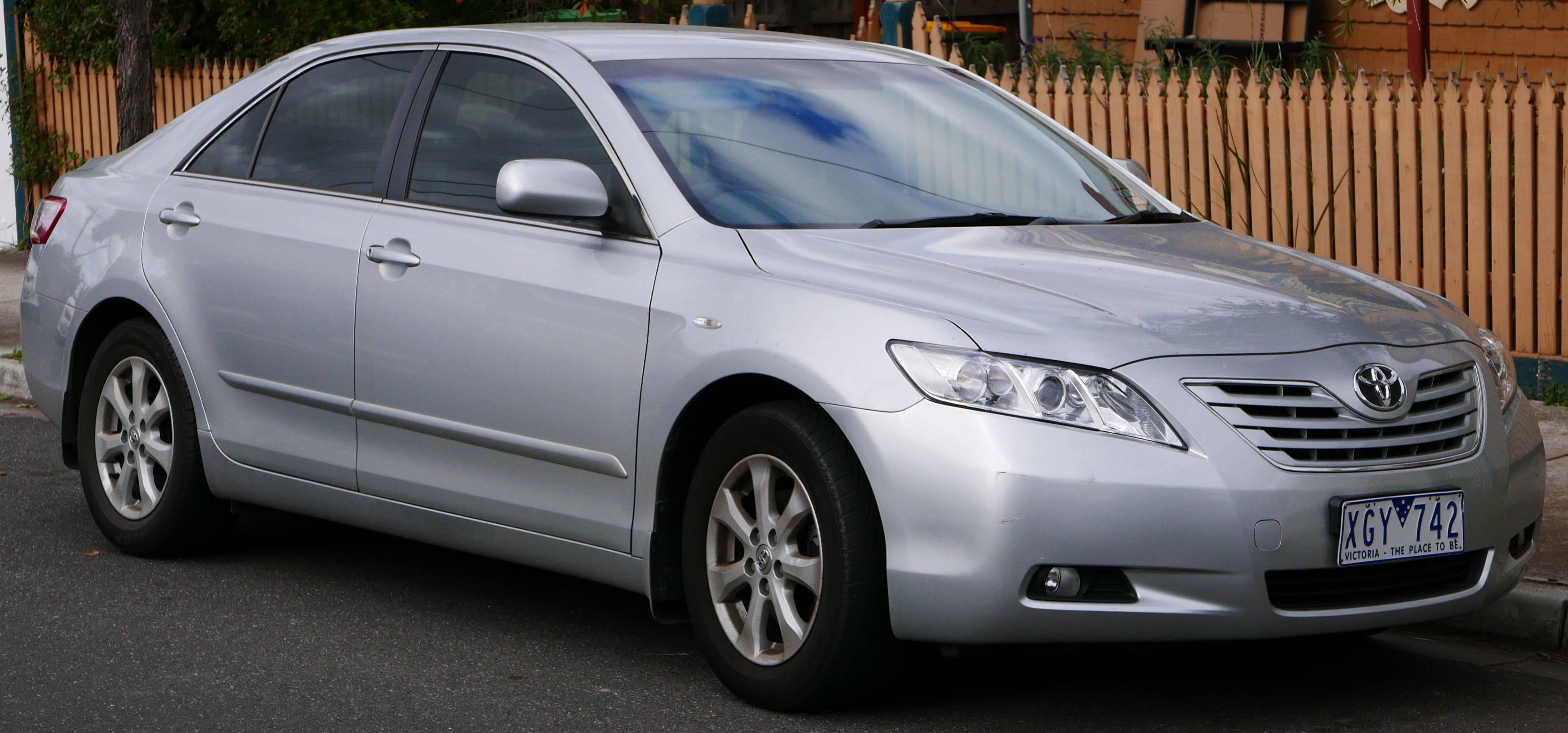
Sétima geração (2006-2012)
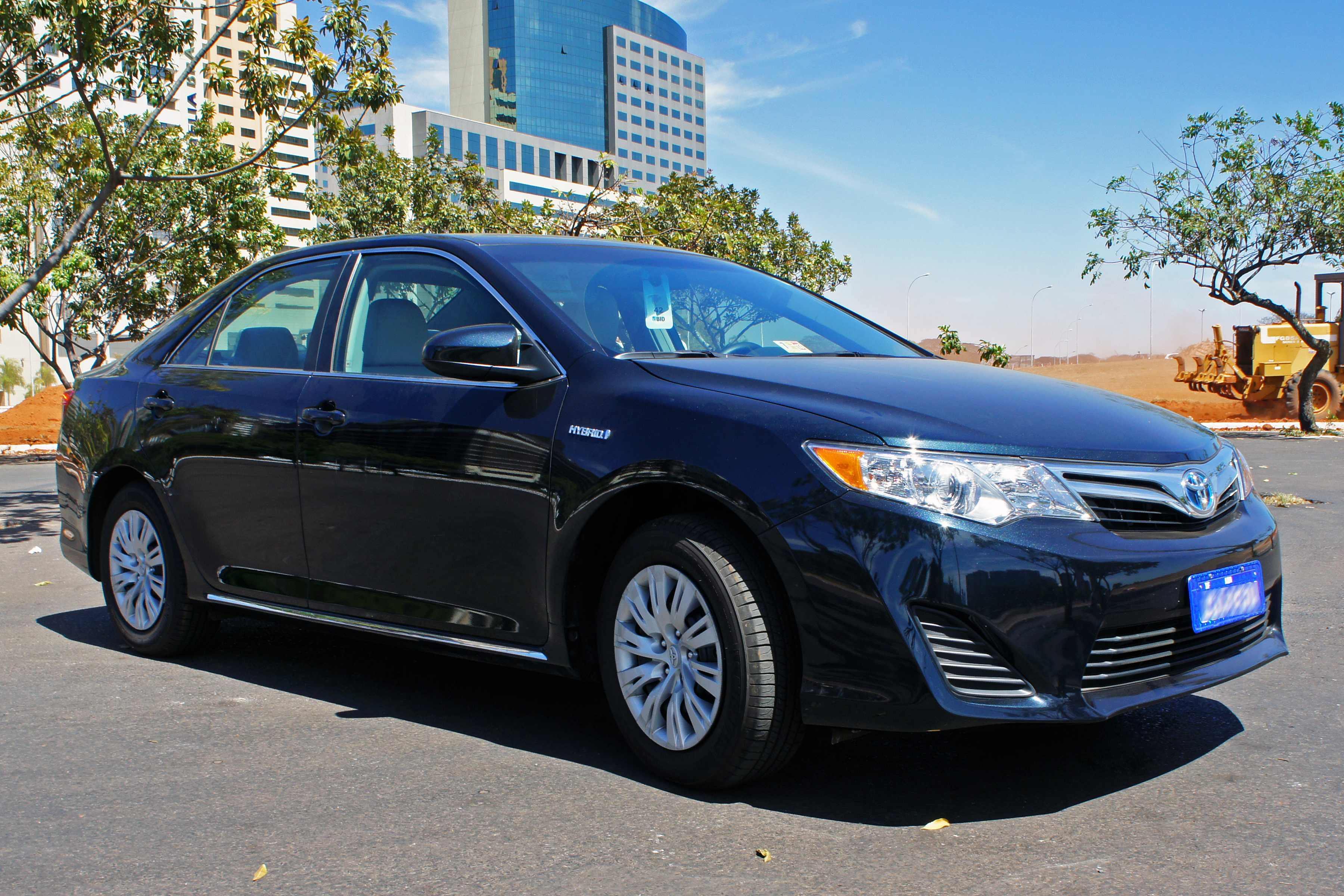
Oitava geração (modelo híbrido americano) (2012-2017)
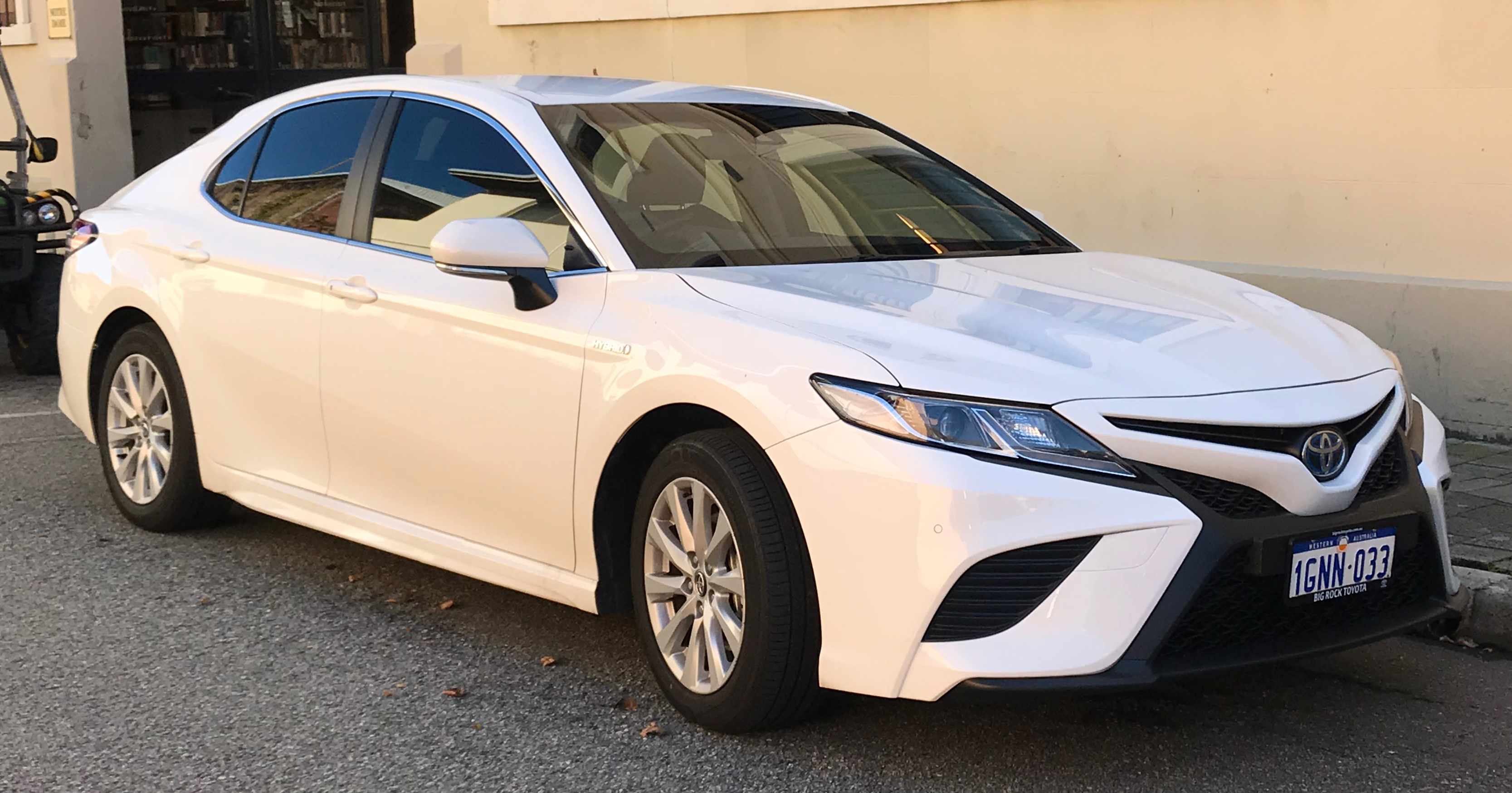
Nona geração (modelo híbrido americano) (2017- )